# Zdzisław Tobiasz
Zdzisław Tobiasz (ur. 13 maja 1926 w Nowych Miedzach, zm. 17 października 2022 w Konstancinie-Jeziornie) – polski aktor teatralny, telewizyjny, radiowy i filmowy, reżyser teatralny. 
Użyczył głosu postaci Soamesa Forsyte’a w polskiej wersji językowej serialu BBC Two Saga rodu Forsyte’ów (TVP 1970), a rola ta przeszła do historii polskiego dubbingu jako największe osiągnięcie w tej dziedzinie filmowej. Stał się rozpoznawalny dzięki roli majora Wołczyka w serialu kryminalnym 07 zgłoś się (1976–1987). Grał i reżyserował w Teatrze Telewizji.

## Kariera
Po II wojnie światowej zamieszkał w Łodzi. W 1947 zdał maturę. Kiedy w gazecie przeczytał o zapisach do szkoły teatralnej, wkrótce zdał egzaminy i został przyjęty do Państwowej Wyższej Szkoły Teatralnej w Łodzi na wydział aktorski. Studiował także pod kierunkiem Leona Schillera, za którym wraz z innymi studentami z rocznika przeniósł się do Warszawy. W 1949 zadebiutował na scenie warszawskiego Teatru Placówka, filii łódzkiego Teatru Wojska Polskiego jako Antonelo w Psie ogrodnika Lope de Vegi. W 1951 ukończył studia na wydziale aktorskim warszawskiej PWST.
W latach 1950–1951 występował w Państwowych Teatrach Dramatycznych w Szczecinie, gdzie w latach 1960–1961 wyreżyserował pięć przedstawień. W 1951 otrzymał angaż w warszawskim Teatrze Ateneum, z którym związał się w latach 1951–1957 i 1961–1991. Był też aktorem Teatru im. Stefana Jaracza w Olsztynie (1957–1958) i Teatru im. Juliusza Osterwy w Lublinie (1958–1960). Był wykładowcą warszawskiej PWST (1951–1955) i łódzkiej PWSFTViT (1975–1995). W 1991 otrzymał Złoty Mikrofon - nagrodę Polskiego Radia.
Zmarł w wieku 96 lat w Domu Aktora Weterana w Skolimowie. 21 października 2022 aktora pożegnano podczas mszy świętej w Kościele Środowisk Twórczych przy placu Teatralnym w Warszawie. Następnego dnia został pochowany w grobie rodzinnym na cmentarzu parafialnym w miejscowości Rossoszyca w gminie Warta niedaleko Sieradza.

## Filmografia
- 1962: Ludzie z pociągu – strażnik kolejowy
- 1962: Gangsterzy i filantropi – nieuprzejmy kelner
- 1965: Życie raz jeszcze – kolejarz
- 1971: Agent nr 1 – major RN dowódca i koordynator akcji J. Iwanowa
- 1974: Jutro – Jozue
- 1976–1987: 07 zgłoś się – major Wołczyk w odc. 1-6, 8, 10–17, 19–20
- 1980: Zatrzymać czas – głos lektora
- 1982: Dolina Issy – aktor „oficer niemiecki” na planie filmu
- 1985: Przyłbice i kaptury – głos kanonika Dunina, wuja Uny
- 1987: Krótki film o zabijaniu – sędzia
- 1988: Dekalog V – sędzia
- 1989: Kanclerz – medyk Blandrata (odc. 1 i 2)

Źródło: Filmpolski.pl.

## Dubbing
- 1995: Niekończąca się opowieść III: Ucieczka z krainy Fantazji
- 1992–1996: Kroniki młodego Indiany Jonesa
- 1987–1988: Babar
- 1986: Piotr Wielki
- 1985: Asterix kontra Cezar – Juliusz Cezar (pierwsza wersja dubbingu)
- 1980: Pies, który śpiewał
- 1976: Dwanaście prac Asteriksa – Juliusz Cezar (pierwsza wersja dubbingu)
- 1976: Pogoda dla bogaczy
- 1971: Królowa Elżbieta – William Cecil
- 1983: Straszydła – burmistrz
- 1967: Saga rodu Forsyte’ów – Soames Forsyte
- 1963: Ikaria XB 1
- 1960: Wehikuł czasu
- 1956: Dwunastu gniewnych ludzi – ławnik #4

## Ordery i odznaczenia
- Krzyż Oficerski Orderu Odrodzenia Polski (1988)
- Krzyż Kawalerski Orderu Odrodzenia Polski (1979)
- Złoty Krzyż Zasługi (1974)
- Medal 40-lecia Polski Ludowej (1984)
- Medal 10-lecia Polski Ludowej (19 stycznia 1955)[9]
- Odznaka „Zasłużony Działacz Kultury” (1977)
- Odznaka honorowa „Za Zasługi dla Warszawy” (1977)

Źródło: Filmpolski.pl.